# عقوبة الإعدام في تايوان

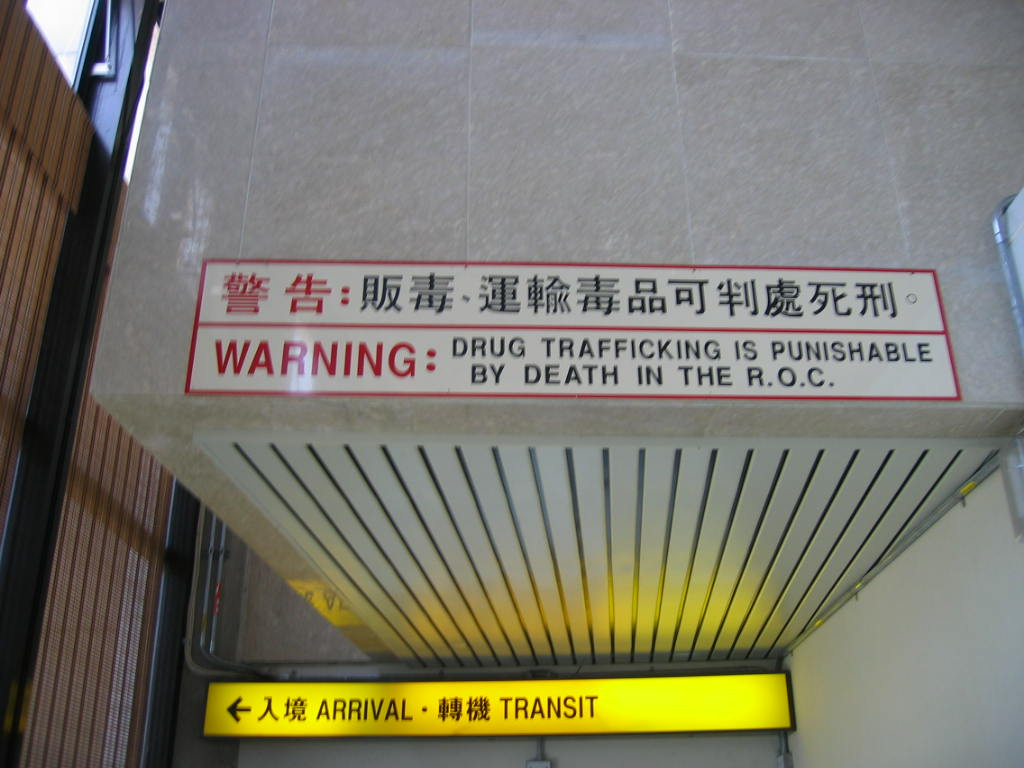

عقوبة الإعدام عقوبة قانونية تُنفذ في تايوان. ويمكن فرض عقوبة الإعدام في حالات الإخلال بالنظام المدني والتجسس والقتل والخيانة والاتجار بالمخدرات والإرهاب، وفي حالات السطو والاغتصاب والاختطاف بالغة الخطورة، وفي كثير من الجرائم الخطيرة الأخرى مثل القرصنة، وفي الجرائم العسكرية مثل الهروب من الخدمة وعصيان الأوامر. وخلال فترة الإرهاب الأبيض، استُخدم أيضًا ضد المنشقين السياسيين. وطريقة الإعدام في تايوان هي إطلاق النار من مسافة قريبة بسلاح ذي قاذف مفرد، وهو ما يقوم به عادة مأمورون محليون أو أفراد من الشرطة العسكرية. ومع أن الحقن المميتة لا تزال خيارًا مطروحًا في الكتب وقد نظرت فيه السلطات في الماضي، فإنها لم تُستخدم قط. الإعدام رميًا بالرصاص بواسطة فرق الإعدام هو الخيار المفضل لعمليات الإعدام العسكرية. وحتى مطلع القرن الحادي والعشرين، كانت تايوان تتمتع بواحد من أعلى معدلات تنفيذ الإعدام في العالم لصرامة القوانين السياسية.
وحتى بعد انتهاء الأحكام العرفية رسميًا سنة 1987، نُفذت أكثر من 500 حالة إعدام بحلول عام 2000، وكان بعضها مدفوعًا بدوافع سياسية. لكن بعد القضايا المثيرة للجدل وردود الفعل التي حدثت في أوائل القرن الحادي والعشرين ونتائج الانتخابات التشريعية التي أجريت سنة 2001، انخفض عدد حالات الإعدام، إذ نُفذت ثلاث حالات فقط سنة 2005 ولم تُنفذ أي حالة بين عامي 2006 و2009. لكن عمليات الإعدام استؤنفت سنة 2010 وتزايدت باطراد. إذ نُفذ 45 حكمًا بالإعدام بين عامي 2010 و2020.
وفقًا للأرقام التي اعتمدت عليها استطلاعات الرأي، فإن أكثر من 92% من مواطني تايوان يؤيدون الإبقاء على استخدام عقوبة الإعدام.

## الجرائم التي يعاقب عليها بالإعدام

### بموجب القانون العسكري
يحكم القانون الجنائي للقوات المسلحة الجرائم التالية التي تستوجب عقوبة الإعدام على الأفراد العسكريين:
- الخيانة (المادة 14، 15)
- التعاون (المادة 17، 18)
- التجسس (المادة 19، 20)
- الانشقاق (المادة 24)
- المخالفات (المادة 26 و27)
- إفشاء المعلومات الاستخباراتية أو الأسرار (المادة 31)
- الهرب من الخدمة (المادة 41 و42)
- عصيان الأوامر (المادة 47 و48)
- التمرد (المادة 49، 50)
- اختطاف الطائرات (المادة 53)
- تدمير الإمدادات والمعدات العسكرية (المادة 58)
- سرقة الذخيرة وبيعها (المادة 65)
- تلفيق الأوامر (المادة 66)

### بموجب القانون المدني
ينص القانون الجنائي لجمهورية الصين على أن الجرائم التالية تستحق عقوبة الإعدام:
- الاضطرابات المدنية (المادة 101)
- الخيانة (المادة 103، 104، 105، 107)
- التخلي عن المسؤولية الإقليمية (المادة 120)
- اختطاف الطائرات (المادة 185-1، 185-2)
- القتل المصاحب للجرائم الجنسية (المادة 226-1)
- أن يجبر موظف حكومي آخرين على زراعة أو بيع أو نقل نباتات الخشخاش لتصنيع الأفيون أو المورفين (المادة 261)
- القتل العمد (المادة 271، 272)
- السرقة مع القتل أو الإصابة الخطيرة أو الاغتصاب أو الاختطاف أو الحرق العمد (المادة 328، 332)
- القرصنة (المادة 333، 334)
- الاختطاف مع القتل أو الإصابة الخطيرة أو الاغتصاب (المادة 347، 348)

نصت المادة 63 من قانون العقوبات على أنه لا يجوز توقيع عقوبة الإعدام على المخالفين الذين تقل أعمارهم عن 18 عامًا أو تزيد على 80 عامًا في أي جريمة. لا تصدر عقوبة الإعدام في تايوان بوصفها عقوبةً إلزامية، بل بوصفها عقوبة تقديرية بعد أن تبت المحكمة التي تصدر الحكم في جميع العوامل اللازمة لكل قضية.
قوانين خاصة أخرى تحكم الجرائم غير الإلزامية بالإعدام:
- قانون الطيران المدني[11]
  - الاختطاف.
  - تعريض سلامة الطيران أو مرافق الطيران للخطر بالقوة والتسبب في الوفاة.
  - استخدام منتجات الطيران والأجهزة وقطع الغيار غير المعتمدة للتسبب في الوفاة.
- قانون الوقاية من أخطار المخدرات:[12]
  - تصنيع أو نقل أو بيع المخدرات من الفئة الأولى (الهيروين والمورفين والأفيون والكوكايين ومشتقاتها).[13]
  - إجبار الآخرين على استخدام المخدرات من الفئة الأولى من طريق العنف أو الإكراه أو الخداع أو غير ذلك من الأساليب غير المشروعة.
  - أن يصنع موظف مدني أو ينقل أو يبيع مخدرات من الفئة الثانية: خشخاش الأفيون، والكوكا، والقنّب، والأمفيتامينات، والبيثيدين، والبنتازين، ومنتجاتها المشتقة.[14]
- قانون العقوبات على انتهاك نظام الخدمة العسكرية:[15]
  - حمل السلاح من قبل مجموعة، وعرقلة الخدمة العسكرية والتسبب في الموت.
  -  حمل السلاح من قبل جماعة، والقتال علنا ضد الخدمة العسكرية، و:
    - التسبب في الوفاة، أو:
    - تزعُم العصابة.
- قانون منع المعاملات الجنسية للأطفال والشباب:[16]
  - ارتكاب قتل ضحية عمدًا.
    - جعل الشخص دون سن 18 عامًا ينخرط في معاملات جنسية من طريق العنف أو الخطر أو العلاج أو السيطرة أو التنويم المغناطيسي أو أي طرق أخرى ضد إرادته أو بإرادته.
    - اعتزام جعل شخص دون سن 18 متورط في معاملات جنسية، وتسليمه أو قبوله من شخص آخر أو من خلال التعامل أو الإعاقة أو بطرق أخرى ومن طريق العنف أو الخطر أو العلاج أو السيطرة أو التنويم المغناطيسي أو غير ذلك من الطرق ضد الإرادة.
- قانون العقوبات على الإبادة الجماعية:[17]
  - اعتزام ارتكاب جريمة الإبادة الجماعية وارتكاب أي مما يلي:
    - القتل.
    -  إصابة خطيرة، بدنيًا أو عقليًا.
    - إعاقة الخصوبة.
    - خطف الأطفال.
    - طرق أخرى كافية للقضاء على المجموعة.
- السيطرة على الأسلحة والذخائر والسكاكين:[18]
  - تصنيع أو بيع أو نقل المدافع، أذرع الكتف، المدافع الرشاشة، الرشاشات، البنادق الرشاشة، البنادق القصيرة، البنادق الآلية، البنادق، المسدسات، أو أي نوع من قذائف المدفعية والقنابل والمتفجرات دون موافقة بنية ارتكاب جريمة بنفسه أو مساعدة الآخرين على ارتكاب جريمة.
- قانون لمراقبة التهريب والمعاقبة عليه.[19]
  - التهريب ومقاومة الاعتقال أو التفتيش بالسلاح والتسبب في الموت.

في الممارسة العملية، اقتصرت جميع أحكام الإعدام وعمليات الإعدام تقريبًا منذ سنة 2003 على الجرائم المتصلة بالقتل. أما آخر عملية إعدام اقتصر التنفيذ فيها على جرائم غير القتل فقد حدثت في أكتوبر 2002 في قضية صياد سمك من مقاطعة بينغتونغ اتجر بـ 295 كيلوغرامًا من الهيروين سنة 1993. 

### القوانين البائدة
وكان القانونان التاليان يضفيان سابقًا عقوبة الإعدام الإلزامية على جرائم معينة، وقد ساهما تاريخيًا مساهمة كبيرة في عدد الأشخاص الذين أُعدموا:
- قانون معاقبة الخونة، أُلغي في مايو 1991: فرض عقوبة الإعدام الإلزامية على الخيانة والتجسس والهرب. وكان هذا القانون، الذي سُن سنة 1949 عندما انسحبت الحكومة المركزية لتوها إلى تايوان، مطبقًا في المحاكم العسكرية والمحاكم العادية، وأدى دورًا مهمًا خلال فترة الرعب الأبيض. وكانت المعلومات المتعلقة بالأشخاص المحكوم عليهم بموجب هذا القانون مقيدة إذ عُدت محاكمات عسكرية. وفي قضيتين بارزتين، حُكم على بو يانغ وشيه مينغ-تيه بالإعدام بموجب هذا القانون، وحُكم عليهما أخيرًا بالسجن مدى الحياة بسبب الضغط السياسي العالمي في أثناء محاكمتهما.[21]
- قانون المعاقبة على السلب، أُلغي في يناير 2002: قضى بفرض عقوبة الإعدام الإلزامية على الاختطاف أو القرصنة أو السلب إلى جانب القتل والاغتصاب والحرق العمد. ففي الأصل، مُدد القانون فترةً طويلة لأسباب متنوعة، بعد أن سنته حكومة كومانتانج بوصفه قانونًا خاصًا قصير الأمد في أثناء فترة الحرب الصينية اليابانية الثانية.